# Jassargus falleni
Jassargus falleni är en insektsart som beskrevs av Franz Xaver Fieber 1869. Jassargus falleni ingår i släktet Jassargus och familjen dvärgstritar. Inga underarter finns listade i Catalogue of Life.